# Йостершунд (община)
Община Йостершунд (на шведски: Östersunds kommun) е разположена в лен Йемтланд, североизточна Швеция с обща площ 2516 km2 и население 59 956 души (към 31 декември 2013). Административен център на община Йостершунд е едноименния град Йостершунд.